# Dooley Wilson
Arthur "Dooley" Wilson (3. april 1886 – 30. maj 1953) var en afroamerikansk skuespiller og sanger. Han blev født i Tyler, Texas, og er mest kendt for rollen som Sam i filmen Casablanca fra 1942.

## Filmografi
| - On Our Selection (1920) - Keep Punching (1939) - My Favorite Blonde (1942) - Take a Letter, Darling (1942) - Night in New Orleans (1942) - Cairo (1942) - Casablanca (1942) - Two Tickets to London (1943) - Stormy Weather (1943) - Higher and Higher (1943) - Seven Days Ashore (1944) | - Triple Threat (1948) - Racing Luck (1948) - Knock on Any Door (1949) - Come to the Stable (1949) - Tell It to the Judge (1949) - Free for All (1949) - No Man of Her Own (1950) - Father Is a Bachelor (1950) - Passage West (1951) - The Beulah Show (1950) TV-serie |

## Eksterne links
- Dooley Wilson på Internet Movie Database (engelsk)
- Dooley Wilson på Scope
- Dooley Wilson på Svensk Filmdatabas (svensk)
- Dooley Wilson på AlloCiné (fransk)
- Dooley Wilson på AllMovie (engelsk)
- Dooley Wilson på Turner Classic Movies (engelsk)
- Dooley Wilson på Rotten Tomatoes (engelsk)
- Dooley Wilson på The Movie Database (engelsk)
- Dooley Wilson på Internet Broadway Database (engelsk)
- Dooley Wilson på Encyclopædia Britannica Online (engelsk)